# ジョーエル・チャンドラー・ハリス

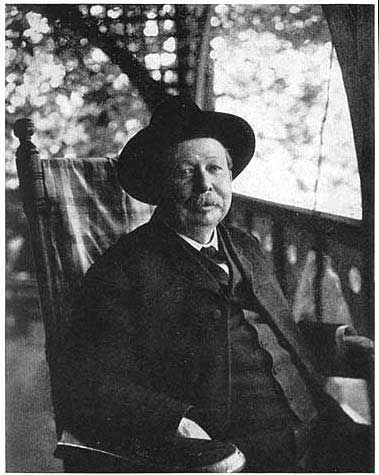
晩年のジョーエル・ハリス

ジョーエル・チャンドラー・ハリス（Joel Chandler Harris, 1848年12月8日 - 1908年7月3日）は、アメリカ合衆国のジャーナリスト、民話研究者。「リーマスじいや」 (Uncle Remus) の物語で知られる。

## 生涯
ジョージア州パットナム郡イートントンで母子家庭で生まれた後、アトランタで育つ。10代より、新聞社の印刷見習いを経てジャーナリストとして活動しつつも、綿花のプランテーションで労働させられていた黒人奴隷の影響で彼らの伝承文学に関心を示す。様々な地元の新聞社を転々とした後、『アトランタ・コンスティテューション』に入社し、長らく編集長として同紙に参与する。編集業の傍ら、リーマスじいやがうさぎどんの話を中心とする黒人の間で伝わる口頭伝承に基づいた再話文学ものを連載し、後に『リーマスじいや物語』としてまとめられた。この物語は、方言の使用とブレア・ラビットと呼ばれるトリックスターを題材に求めた点で革新的なスタイルを生み出すと同時に、南北戦争後の人種関係の理想化された世界を示し、出版から間もなく、幅広い年代の間で大きな定評を得ることになった。
ハリスは、リーマスじいやの物語以外にも、ジョージアの田舎の生活を描いた物語を書き、新聞社を退職した後は作家活動に専念したが、急性腎炎と肝硬変の合併症で死去した。
なお、1946年のディズニー映画『南部の唄』 (Song of the South) はチャンドラーの作品を映画化したものである。